# Héliange de Bogota
Heliangelus zusii
Espèce
Statut de conservation UICN

 DD  : Données insuffisantes
Statut CITES
L'Héliange de Bogota (Heliangelus zusii) est une espèce de colibris de la sous-famille des Lesbiinae et de la tribu des Lesbiini.
Cet oiseau n'est connu que par un seul spécimen provenant de Bogota en Colombie et datant du début du XXe siècle. On présume qu'il s'agit d'une espèce désormais éteinte. Toutefois, considérant que l'on découvre encore de nouvelles espèces de colibris, il n'est pas exclu qu'une population d'Héliange de Bogota subsiste toujours actuellement.

## Étymologie
Son nom spécifique, zusii, lui a été donné en l'honneur du collègue et ami de l'auteur, Richard Laurence Zusi (d), ornithologue américain né en 1930, et ce en reconnaissance de sa contribution à la systématique des colibris.

## Systématique
Bien que l'auteur de la publication originale ait pris de fortes précautions avant de proposer le statut d'espèce (en particulier en considérant les possibilités d'hybridation, fréquentes chez les colibris), une étude moléculaire de 2010 révèle que l'espèce est en réalité proche des genres Aglaiocercus et Taphrolesbia, sans toutefois reconsidérer le statut d'espèce. En 2018, une nouvelle étude moléculaire pousse l'étude plus loin, et suggère que H. zusii est en réalité un hybride du Sylphe à queue d'azur et d'une autre espèce non identifiée ; elle compare notamment le seul spécimen connu à un spécimen observé en 2011, dont les séquences génétiques sont proches de zusii et dont le caractère hybride a pu être établi. Cette étude conduit le COI et Clements à ne plus la considérer comme une espèce valide, bien que cette décision n'ait pas encore été prise par le SACC.

## Publication originale
- (en) Gary R. Graves, « Relic of a Lost World: A New Species of Sunangel (Trochilidae: Heliangelus) From “Bogotá” », The Auk, Washington, AOS, vol. 110, no 1,‎ janvier 1993, p. 1-8 (ISSN 0004-8038 et 1938-4254, OCLC 636759596 et 1518634, BNF 37574357, lire en ligne).